# Santa María del Mar (Cuba)
| \| Localisation sur la carte de Cuba · Santa María del Mar \| Localisation sur la carte de Cuba Santa María del Mar. |
| Localisation sur la carte de Cuba · Santa María del Mar                                                              |

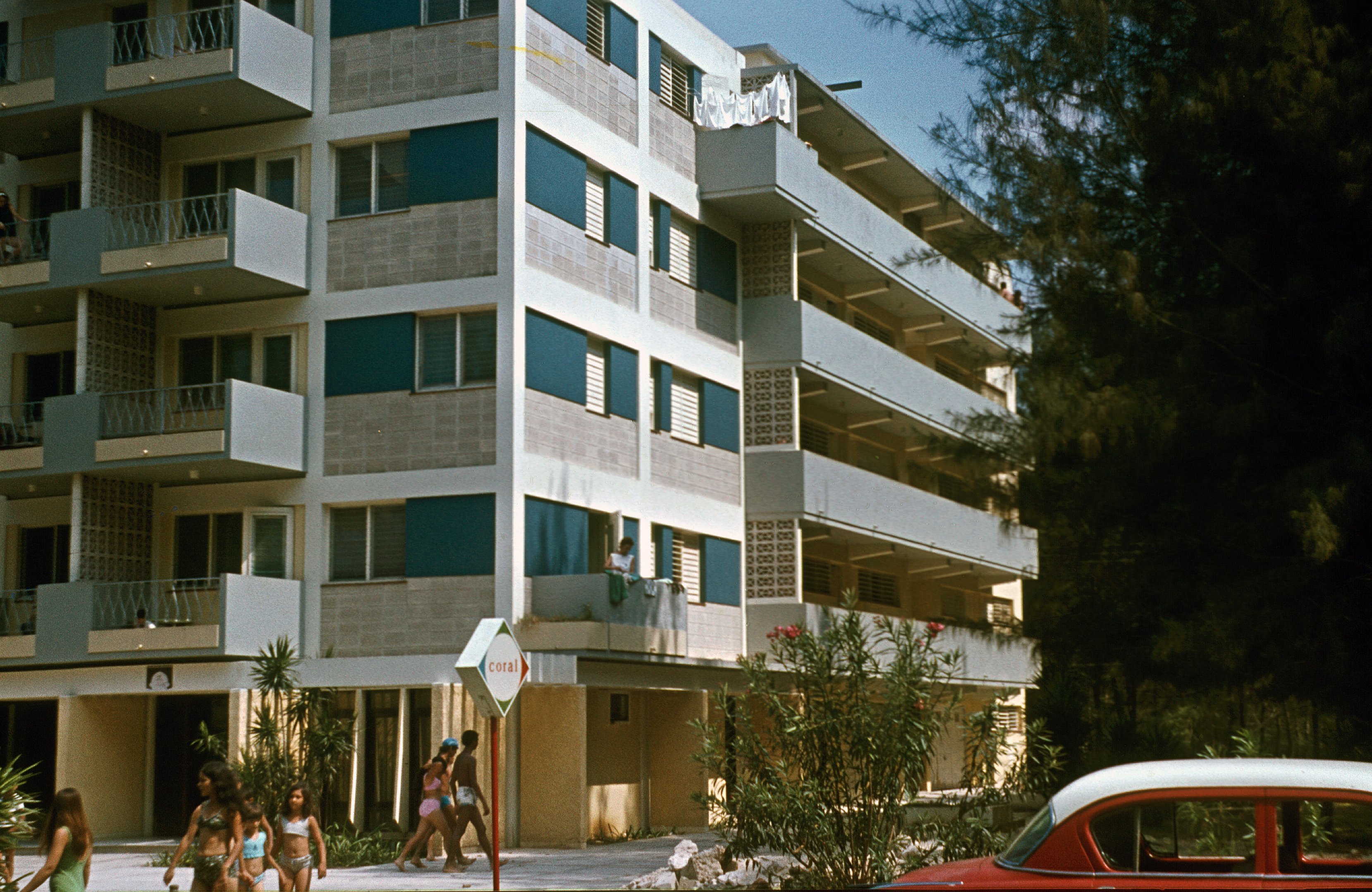
Havanna 1973; Dia-Scans

Santa María del Mar est une plage de sable située à 19 km à l'est de La Havane, à Cuba.
Santa María del Mar fait partie d'un chapelet de plages appelées en espagnol Playas del Este (« plages de l'Est »), qui se succèdent sur 24 km le long de la côte nord de la province de La Havane, dans la municipalité de Habana del Este.
Santa María del Mar est desservie par la Via Blanca, une route côtière à quatre voies qui relie La Havane à Varadero.
La plage de sable blanc aux eaux tièdes d'un bleu turquoise, bordée de cocotiers et de raisins de mer, n'est qu'à 30 minutes de La Havane. Elle possède des hôtels réservés aux touristes, mais c'est aussi une plage très fréquentée par les habitants de La Havane.